# Erik Jönsson

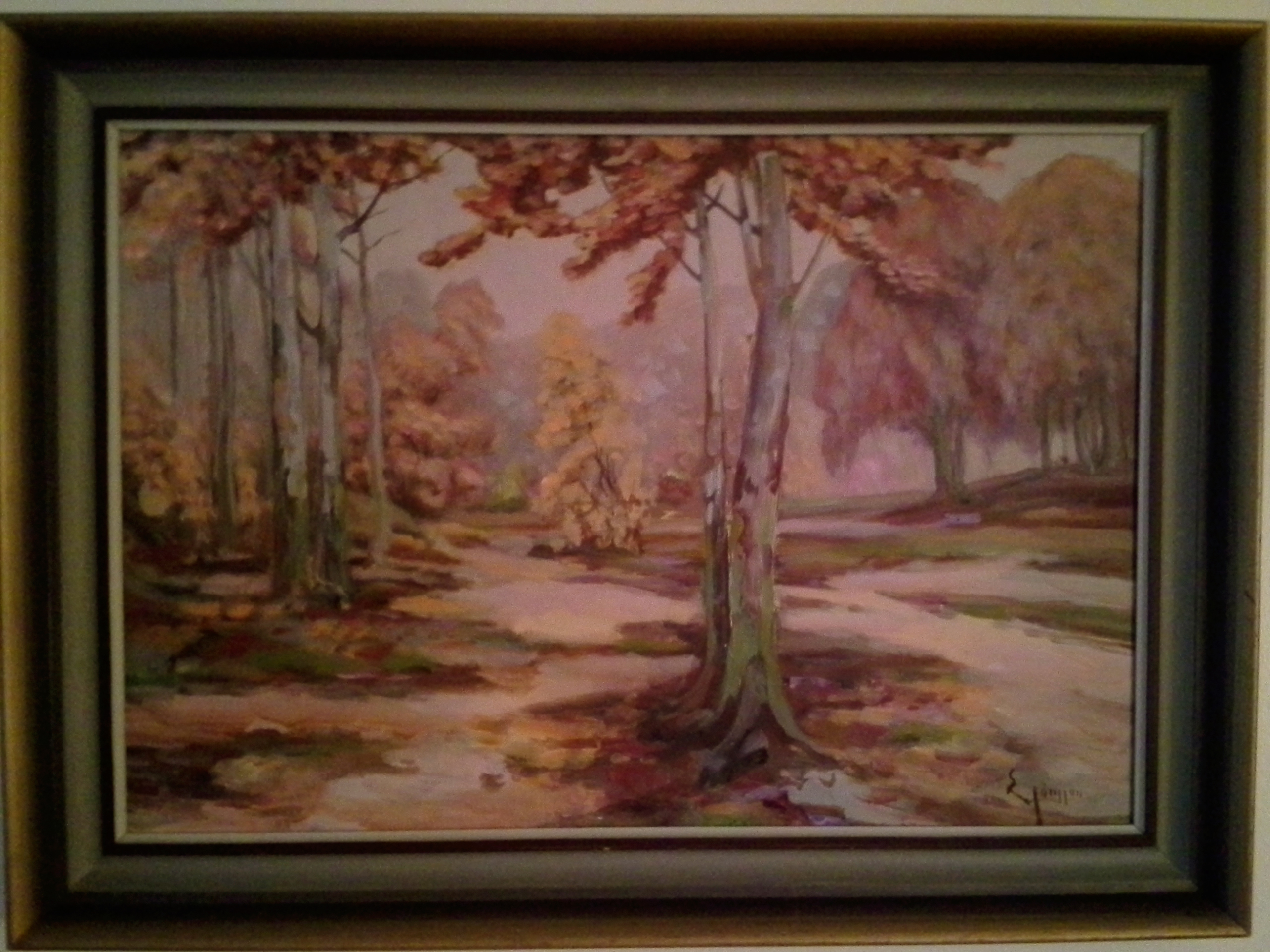
Fotografi av oljemålning av Erik Jönsson.

Erik Jönsson, född 8 februari 1893 i Malmö, död 17 januari 1950 i Malmö, var en svensk målare medlem av de tolv och grundare av Skånska Konstnärsklubben.

## Biografi
Efter studier på målarskolor i Stockholm och Köpenhamn kom Jönsson till Paris 1919. Där vistades han i flera omgångar, bland annat under studier för André Lhôte. Hans först något gråa, kubistiskt influerade stadsmotiv, ersattes sedan han ingått i Skånegruppen "De tolv" av lätt naivistiska, detalj- och färgrika bilder, ibland i gouache. 
Erik Jönsson "Skånska fantasier", en rad fria kompositioner, visar hans illustrativa egenart. Senare arbeten visar på ett utveckling mot målerisk romantik och miniatyrskarp nyrealism. Jönsson finns representerad vid  bland annat Göteborgs konstmuseum, Norrköpings konstmuseum och Nationalmuseum i Stockholm.